# Kékszemű ricsóka
A kékszemű ricsóka (Sarcophanops steerii) a madarak osztályának verébalakúak rendjébe és a ricsókafélék (Eurylaimidae) családjába tartozó faj.

## Rendszerezése
A fajt Thomas Horsfield angol ornitológus írta le 1821-ben, az Eurylaemus nembe Eurylaimus steerii néven.

## Előfordulása
A Fülöp-szigetek területén honos. Természetes élőhelyei a szubtrópusi és trópusi síkvidéki erdők, mangroveerdők és cserjések. Állandó, nem vonuló faj.

## Megjelenése
Testhossza 18 centiméter, testtömege 33-44 gramm. Zöld szeme körül égszínkék húsos szoros található. Nyakszirtjén fehér gallér, fartöve és farka világos gesztenyebarna színű. Fekete szárnyán sárga és fehér sáv található, a fiatalok tollazata unalmasabb.

## Életmódja
Rovarokkal táplálkozik, melyet egyesével, párban vagy kisebb csoportokban keresgél.

## Szaporodása
Szaporodási időszakja februártól júniusig tart. Fészke nagy és bonyolult, hasonlít egy felfüggesztett erszényre.

## Természetvédelmi helyzete
Az elterjedési területe kicsi és széttöredezett, egyedszáma tízezer alatti és csökken. A Természetvédelmi Világszövetség Vörös listáján sebezhető fajként szerepel.